# Alchemilla boluensis
Alchemilla boluensis är en rosväxtart som beskrevs av Menemen och Hamzaoglu. Alchemilla boluensis ingår i släktet daggkåpor, och familjen rosväxter. Inga underarter finns listade i Catalogue of Life.